# Батальоны просят огня (повесть)
«Батальоны просят огня» — повесть Юрия Бондарева, действие которой разворачивается на Украине в 1943 году. Впервые опубликована в журнале «Молодая гвардия» в 1957 году. Как сказал Василь Быков:
Все мы вышли из бондаревских «Батальонов».
 В 1985 г. по повести был поставлен одноимённый фильм.

## Сюжет
Основа сюжета — важный этап Великой Отечественной войны, форсирование советскими войсками Днепра в ходе летне-осенней кампании 1943 года, а именно события на Букринском плацдарме южнее г. Киева.
Два батальона 85-го стрелкового полка под командованием майоров Бульбанюка и Максимова должны форсировать Днепр, создать плацдарм в районе деревни Новомихайловка, южнее города Днепрова (вымышленное название) для последующего развития наступления дивизии — так была поставлена боевая задача. Батальонам был отдан приказ: укрепившись на плацдарме, завязав бой, подать сигнал дивизии «просим огня», после чего вся дивизионная артиллерия должна была дать удар по противнику. Для поддержки батальонов в момент переправы и завязывания боя были выделены два орудия из артполка и два расчёта артиллеристов с ними, под командованием лейтенанта Прошина и капитана Ермакова, который до ранения командовал батареей стрелкового полка полковника Гуляева.
Таков был план. Однако вскоре командование меняет план наступления, приказав данной дивизии сняться с занимаемых позиций, переместиться севернее Днепрова и, соединившись с другой дивизией, которая понесла большие потери в недавних боях, атаковать город с севера. Уже вступившим в бой батальонам приказано не отступать — теперь их действия должны носить отвлекающий характер. Командир дивизии полковник Иверзев в срочном порядке отзывает все полки, в том числе и артиллерию, оставляя батальоны без огневой поддержки, чем обрекает их на верную гибель… Из нескольких сот человек в живых останется всего пятеро, в том числе главный герой капитан Борис Ермаков. Потом он бросит упрек командиру дивизии: «Я не могу считать вас человеком и офицером».
В конце повести, в момент атаки, когда наступление захлебнулось, Иверзев — командир дивизии, чьё место на командном пункте, — берет автомат и идет сам поднимать солдат в атаку.

## Дополнительная информация
- Эпизоды повести использованы Ю. Бондаревым в сценарии второго фильма киноэпопеи «Освобождение» — «Прорыв» (1969).
- В 2013 году повесть была включена в список «100 книг», рекомендованных школьникам Министерством образования и науки РФ для самостоятельного чтения.